# Rotary Club de Fortaleza
Rotary Club de Fortaleza é um clube de serviço localizado em Fortaleza, Brasil, filiado ao Rotary International. Foi fundado em 07 de maio de 1934 como o primeiro Rotary Club cearense, tendo à frente Pedro Philomeno Ferreira Gomes. Foram membros do clube importantes nomes da história do Ceará e de outros estados, como Raimundo Girão, Demócrito Rocha, Francis Reginald Hull, Paulo Sarasate, José Ramos Torres de Melo, Antônio Martins Filho e Omar O'Grady, por exemplo.

## A Origem
Sua origem remonta a 1933, no contexto da efervescência política nacional, com a reorganização partidária decorrente da Revolução de 1930, agravada pelos efeitos da Revolução Paulista de 1932. No estado do Ceará, assolado por uma forte seca, com levas de flagelados procurando refúgio na capital, surgiram condições e demandas para a criação de clubes de serviço.[carece de fontes?]
À época, o Prefeito de Fortaleza Raimundo Girão iniciou contatos com Nestor de Figueiredo, membro do Rotary Club de João Pessoa, que percebeu anseio pela criação de um clube do Rotary Internacional na capital cearense. Em Recife, Figueiredo comunica ao rotariano e então Governador do Distrito Brasil do Rotary Club, Lauro de Andrade Borba, os acordos firmados para a criação do Rotary Club de Fortaleza. Cearenses como José Thomé de Sabóia e Silva e Álvaro Weyne passaram a manter contato com rotarianos do Maranhão e do Pará. Um núcleo formado por Girão, Tomé de Sabóia, Álvaro Weyne e Edgar Nunes passou a tomar as primeiras medidas para fundação do clube, com o apoio de Andrade Borba.[carece de fontes?]
Com a presença de Figueiredo, no salão nobre do Hotel Excelsior, no centro de Fortaleza, foi realizada, no dia 22 de dezembro de 1933, a reunião preliminar do clube. No evento histórico, Figueiredo apresentou os ensinamentos da doutrina de Paul Harris. Na assembleia, que contou com a presença do Governador (Interventor) do Ceará, Cap. Roberto Carlos Vasco Carneiro de Mendonça, foi eleita uma Diretoria Provisória para fundação da nova entidade, constituída por vários membros. A sessão inaugural foi realizada no dia 7 de maio de 1934, no Palace Hotel. O clube foi oficialmente instalado pelo Governador do Distrito, Andrade Borba, que vaticinou que o clube seria destinado às ações úteis à comunidade. Na ocasião, discursou Dorgival Mororó, membro do Rotary Club de João Pessoa, padrinho do club de Fortaleza, revelando o lema a ser adotado pela instituição: "Dar de si antes de pensar em si".[carece de fontes?]
O clube dedica-se a atividades humanitárias, buscando amenizar problemas como miséria e as consequências das secas.

## Ligações Externas
- «Rotary Club de Fortaleza»
- «Rotary International»
- «Secretaria de Rotary no Brasil»
- «Revista Brasil Rotário»
- «Intercâmbio Rotary»
- «Rotex»